# Volkswagen R

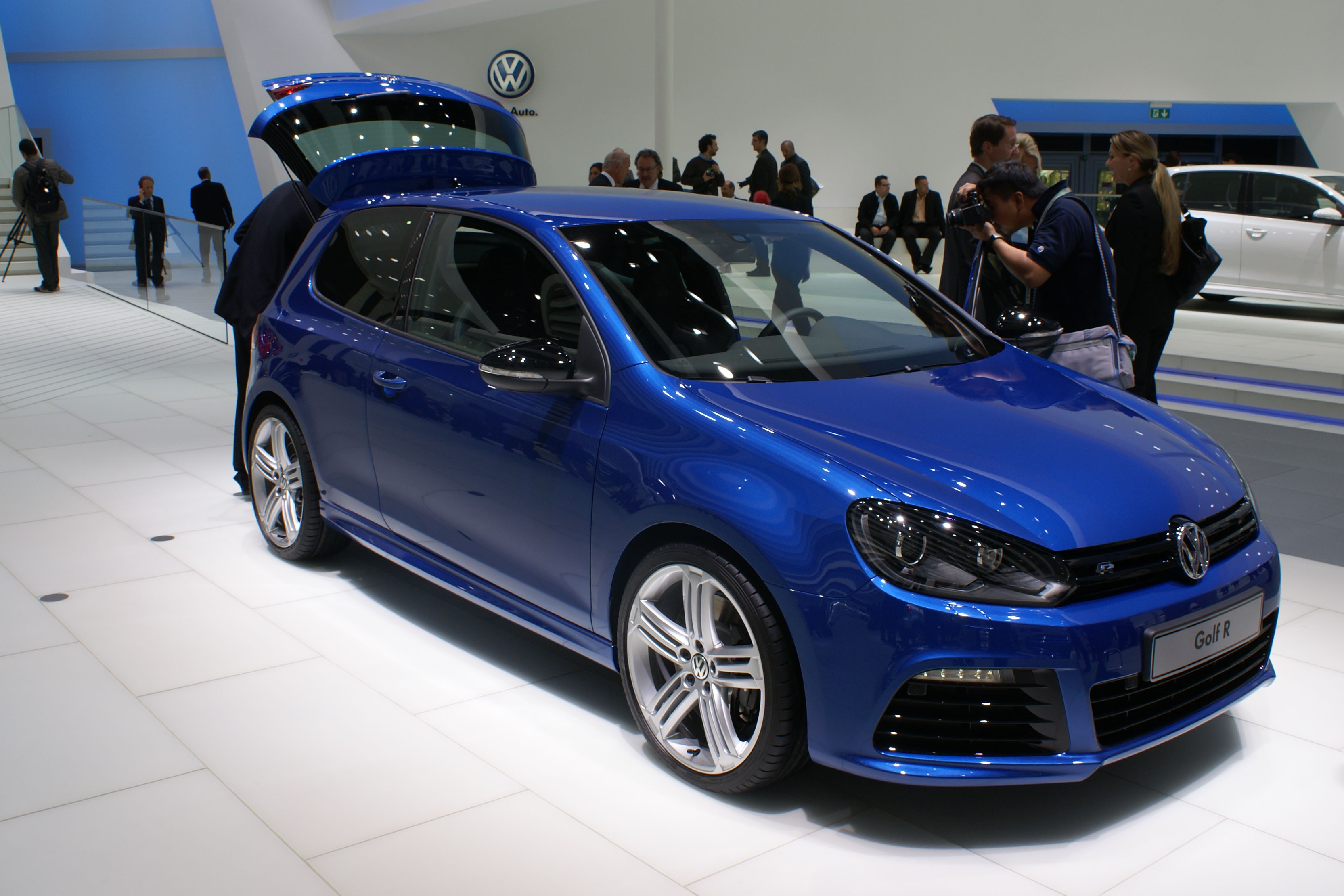
Volkswagen Golf R

Volkswagen divize R (Oficiálně Volkswagen R GmbH) je sportovní oddělení automobilky Volkswagen. Firma tuto divizi založila v roce 2010.

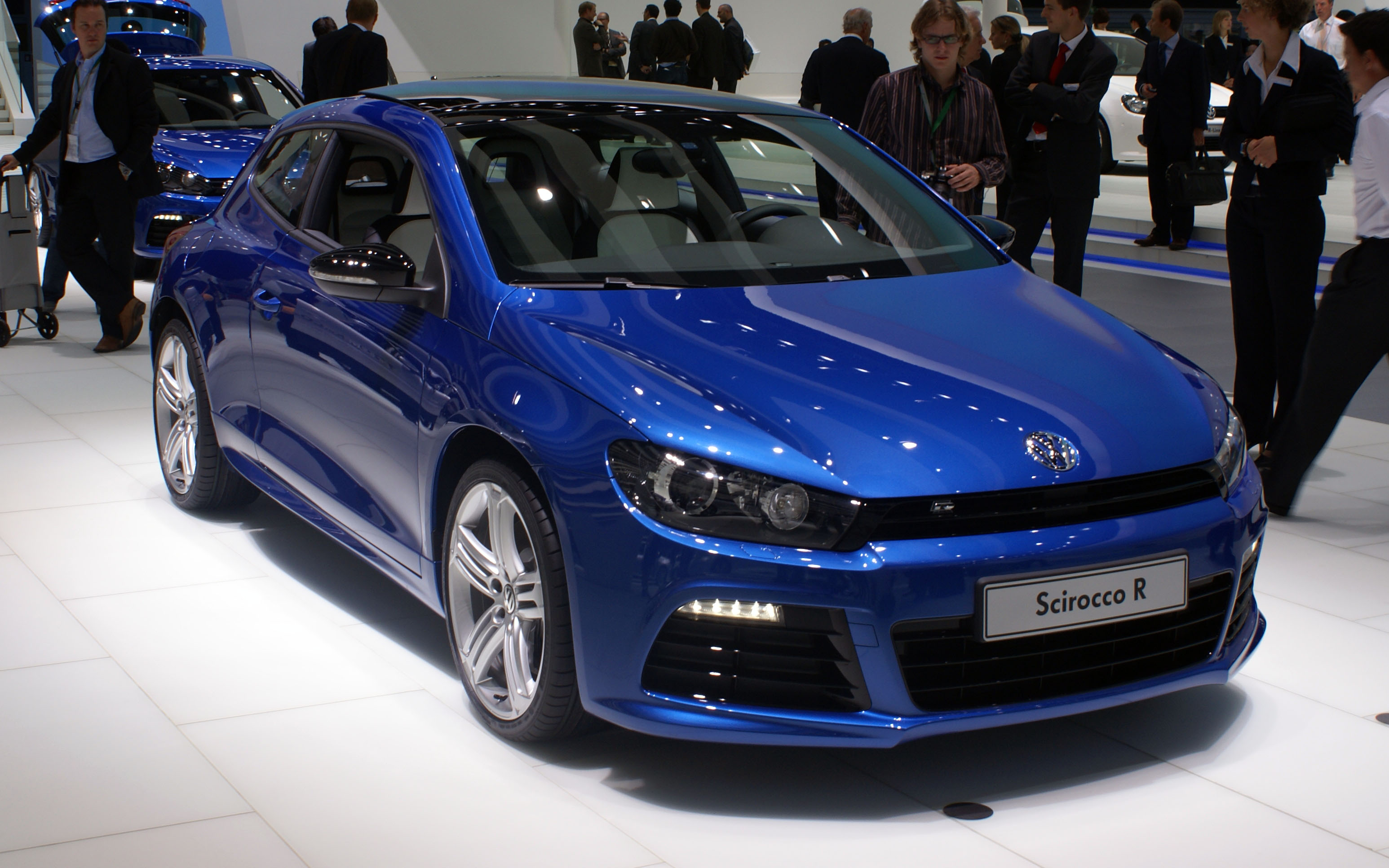
Scirocco R

Již dříve VW vyráběl sportovní vozy označené logem R. Jednalo se o vozy Volkswagen Golf R32, Volkswagen Passat R36 a Volkswagen Touareg R50. V roce 2009 ale automobilka upustila od číslic v názvu a začala vyrábět Volkswagen Scirocco R, ke kterému se o rok později přidal Volkswagen Golf R.
V roce 2010 začala svou činnost divize R, sídlící ve Warmenau u Wolfsburgu. jejím ředitelem se stal Ulrich Riestenpatt gt. Richter. Kromě sportovních úprav má firma na starost i prodej svých produktů. Do budoucna jsou plánovány další sportovní verze, popřípadě sportovní vozy. V současnosti jsou v nabídce jen Golf a Scirocco.